# Stanislas d'Escayrac Lauture
Stanislas d'Escayrac Lauture, född 19 mars 1826, död 18 december 1868, var en fransk forskningsresande och geografisk författare.
d'Escayrac Lauture reste som 17-åring bland annat till Madagaskar. 1849-50 företog han en expedition i Kordofan och Nubien, och följde 1860 de franska trupperna till Kina, där han råkade i fångenskap. d'Escayrac Lauture skrev arbeten om Sudan och Kina, bland vilka märks Le désert et le Soudan (1851-56), Mémoire sur le Soudan (1856) samt Mémoires sur la Chine (1864-65).